# Diplectrum
Diplectrum – rodzaj ryb okoniokształtnych z rodziny strzępielowatych.

## Klasyfikacja
Gatunki zaliczane do tego rodzaju:
- Diplectrum bivittatum
- Diplectrum conceptione
- Diplectrum eumelum
- Diplectrum euryplectrum
- Diplectrum formosum – strzępiel piaskowy[potrzebny przypis]
- Diplectrum labarum
- Diplectrum macropoma
- Diplectrum maximum
- Diplectrum pacificum
- Diplectrum radiale
- Diplectrum rostrum
- Diplectrum sciurus

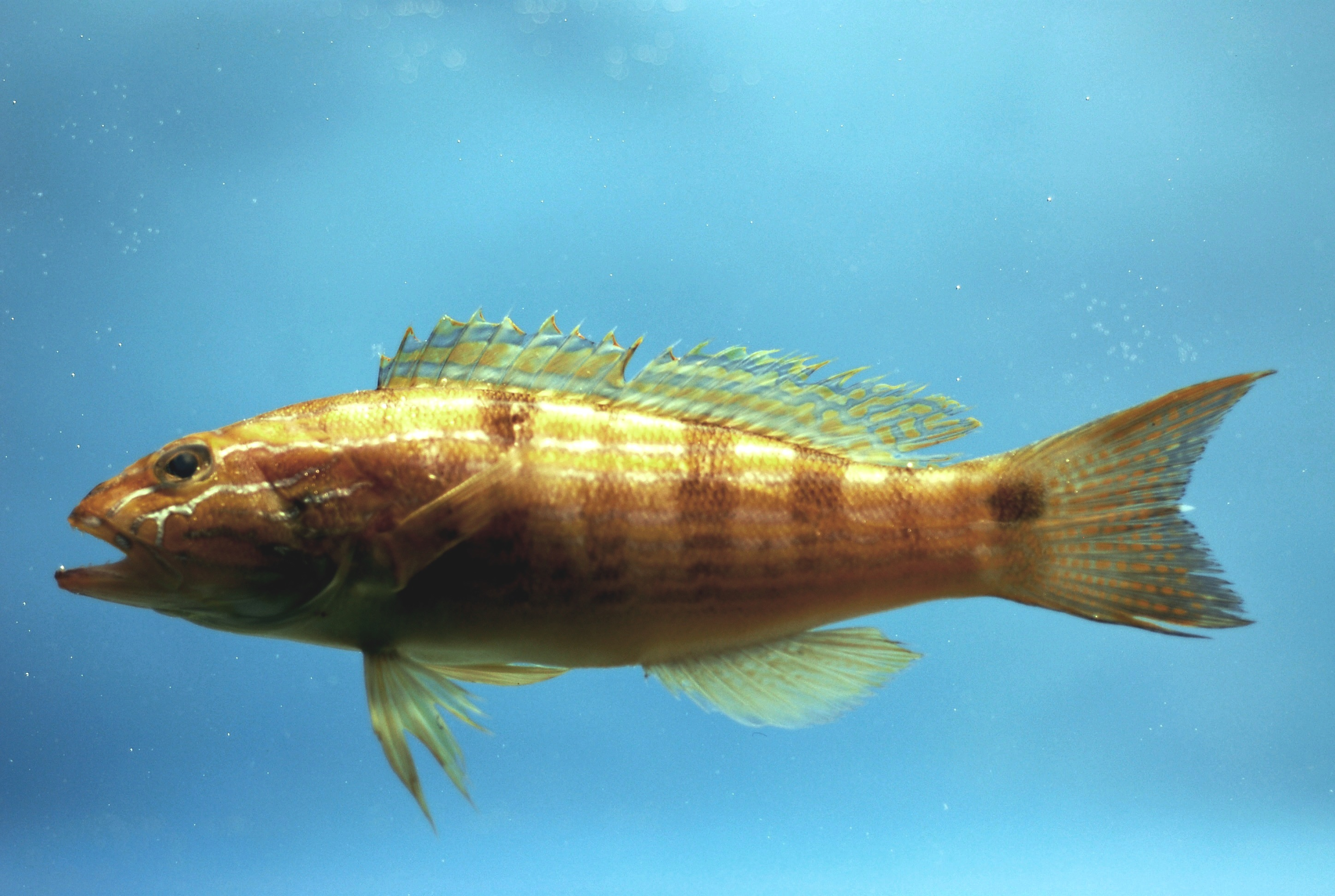
Diplectrum formosum